# Arius dioctes
Arius dioctes és una espècie de peix de la família dels àrids i de l'ordre dels siluriformes.

## Morfologia
Els mascles poden assolir els 120 cm de llargària total i els 19 kg de pes.

## Distribució geogràfica
Es troba a Austràlia i al sud de Nova Guinea.